# 1999 JA82
1999 JA82 är en asteroid i huvudbältet som upptäcktes den 12 maj 1999 av LINEAR i Socorro County, New Mexico.
Asteroiden har en diameter på ungefär 7 kilometer och den tillhör asteroidgruppen Eunomia.